# Кріпа Шанкар Пател
Кріпа Шанкар Пател (англ. Kripa Shankar Patel; нар. 5 серпня 1977) — індійський борець вільного стилю, бронзовий призер чемпіонату Азії, триразовий чемпіон та дворазовий срібний призер чемпіонатів Співдружності, бронзовий призер Ігор Співдружності, дворазовий чемпіон та срібний призер Південноазійських ігор.

## Життєпис
Боротьбою почав займатися з 1984 року. У 1989 році став чемпіоном Азії серед кадетів. Наступного року здобув бронзову медаль чемпіонату світу серед кадетів. А ще через рік став срібним призером цих змагань.
Виступав за борцівський клуб «Чандагірам» Делі. Тренери — Укеш Пател і Махабір Прасад.
У 2000 році за спортивні досягнення був нагороджений премією «Арджуна».

## Спортивні результати на міжнародних змаганнях

### Виступи на Чемпіонатах світу
| Змагання                        | Збірна | Вагова категорія          | Місце |
| ------------------------------- | ------ | ------------------------- | ----- |
| Чемпіонат світу з боротьби 1998 | Індія  | вільна боротьба, до 54 кг | 8     |
| Чемпіонат світу з боротьби 1999 | Індія  | вільна боротьба, до 54 кг | 18    |
| Чемпіонат світу з боротьби 2001 | Індія  | вільна боротьба, до 54 кг | 20    |
| Чемпіонат світу з боротьби 2003 | Індія  | вільна боротьба, до 55 кг | 21    |

### Виступи на Чемпіонатах Азії
| Змагання                       | Збірна | Вагова категорія          | Місце  |
| ------------------------------ | ------ | ------------------------- | ------ |
| Чемпіонат Азії з боротьби 2000 | Індія  | вільна боротьба, до 54 кг | 4      |
| Чемпіонат Азії з боротьби 2001 | Індія  | вільна боротьба, до 54 кг | 4      |
| Чемпіонат Азії з боротьби 2003 | Індія  | вільна боротьба, до 55 кг | Бронза |

### Виступи на Азійських іграх
| Змагання           | Збірна | Вагова категорія          | Місце |
| ------------------ | ------ | ------------------------- | ----- |
| Азійські ігри 1998 | Індія  | вільна боротьба, до 54 кг | 7     |
| Азійські ігри 2002 | Індія  | вільна боротьба, до 55 кг | 8     |

### Виступи на Південноазійських іграх
| Змагання                   | Збірна | Вагова категорія          | Місце  |
| -------------------------- | ------ | ------------------------- | ------ |
| Південноазійські ігри 1999 | Індія  | вільна боротьба, до 54 кг | Золото |
| Південноазійські ігри 2004 | Індія  | вільна боротьба, до 55 кг | Золото |
| Південноазійські ігри 2010 | Індія  | вільна боротьба, до 60 кг | Срібло |

### Виступи на Іграх Співдружності
| Змагання                | Збірна | Вагова категорія          | Місце  |
| ----------------------- | ------ | ------------------------- | ------ |
| Ігри Співдружності 1994 | Індія  | вільна боротьба, до 52 кг | Бронза |

### Виступи на Чемпіонатах Співдружності
| Змагання                                | Збірна | Вагова категорія                 | Місце  |
| --------------------------------------- | ------ | -------------------------------- | ------ |
| Чемпіонат Співдружності з боротьби 2003 | Індія  | вільна боротьба, до 55 кг        | Срібло |
| Чемпіонат Співдружності з боротьби 2005 | Індія  | вільна боротьба, до 55 кг        | Золото |
| Чемпіонат Співдружності з боротьби 2005 | Індія  | греко-римська боротьба, до 55 кг | Золото |
| Чемпіонат Співдружності з боротьби 2007 | Індія  | вільна боротьба, до 55 кг        | Золото |
| Чемпіонат Співдружності з боротьби 2007 | Індія  | греко-римська боротьба, до 55 кг | Срібло |

### Виступи на інших змаганнях
| Змагання                                                      | Збірна | Вагова категорія          | Місце  |
| ------------------------------------------------------------- | ------ | ------------------------- | ------ |
| Олімпійський кваліфікаційний турнір з боротьби 2000 (Мінськ)  | Індія  | вільна боротьба, до 54 кг | 16     |
| Олімпійський кваліфікаційний турнір з боротьби 2000 (Лейпциг) | Індія  | вільна боротьба, до 54 кг | 5      |
| Олімпійський кваліфікаційний турнір з боротьби 2000 (Токіо)   | Індія  | вільна боротьба, до 54 кг | 10     |
| Гран-прі Німеччини з боротьби 2002                            | Індія  | вільна боротьба, до 55 кг | Бронза |
| Міжнародний меморіал Дейва Шульца 2005                        | Індія  | вільна боротьба, до 55 кг | Срібло |
| Олімпійський кваліфікаційний турнір з боротьби 2008 (Варшава) | Індія  | вільна боротьба, до 55 кг | 14     |

### Виступи на змаганнях молодших вікових груп
| Змагання                                      | Збірна | Вагова категорія          | Місце  |
| --------------------------------------------- | ------ | ------------------------- | ------ |
| Чемпіонат Азії з боротьби серед кадетів 1989  | Індія  | вільна боротьба, до 43 кг | Золото |
| Чемпіонат світу з боротьби серед кадетів 1990 | Індія  | вільна боротьба, до 47 кг | Бронза |
| Чемпіонат світу з боротьби серед кадетів 1991 | Індія  | вільна боротьба, до 51 кг | Срібло |
| Чемпіонат світу з боротьби серед юніорів 1997 | Індія  | вільна боротьба, до 52 кг | 4      |